# Lac de Moosehead
Le lac de Moosehead est un lac dans l’État du Maine, aux États-Unis. Situé au cœur des Appalaches, il est la source de la rivière Kennebec. Il est bordé au sud par la ville de Greenville et au nord-ouest par Rockwood.

## Géographie
Le lac de Moosehead est le plus grand lac de l'État du Maine. Situé à une altitude de 312 m dans les monts Longfellow, il a une profondeur maximum de 75 mètres, une superficie totale de 305,4 km2, un contour de 450,6 km et son bassin de drainage est de 3 284 km2. Il s'étend sur une surface de 64 km par 16. Il y a plus de 80 îles dans le lac, la plus grande étant Sugar Island La baie la plus vaste est celle de la Rivière Moose (Maine) (Moose River), qui s'écoule à l’est de Jackman, traverse  Long Pond avant de se déverser dans le Lac Brassua. La rivière Roach (Roach River), à l'est du lac de Moosehead, est le second affluent selon le débit. La Kennebec, principal émissaire du lac de Moosehead, s'écoule par l'ouest.

## Histoire
Lieu de chasse des Abénaquis et des autres tribus de la région à tous les automnes; ils furent accompagnées par le père  Gabriel Druillettes en 1646.Les indiens de la région du lac et de la rivière Kennebec étaient alliées et selon l'histoire orale des anciens, ils ne s'étaient jamais fait la guerre entre eux. Leur seuls ennemis étaient les Iroquois. Le Mont Kineo, avec ses falaises à pic hautes de 200 m surplombant le lac de Moosehead, a de tout temps attiré les hommes, depuis les indiens Pentagouets (des tribus Abénaquis qui y combattaient leurs seuls ennemis Mohawks) qui venaient y chercher un silex particulier, le hornfels. Un endroit au sud du lac de Moosehead qui comprenait un village Abénakis nommée Etasiiti (aujourd'hui Wilson Pond) qui fut détruit au cours de féroces combats contre les Iroquois, avant la rencontre avec les premiers missionnaires français, fait partie de l'Histoire orale des indiens.

## Chemin de fer

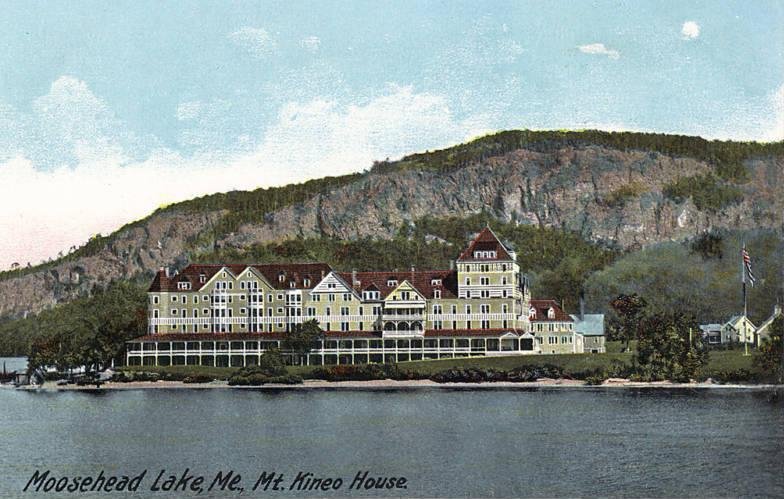
Hotel Mt. Kineo Moosehead Lake, ME.

Des touristes d'aujourd'hui, en passant par les citadins du XIXe siècle qui s'y rendaient par chemin de fer et bateau à vapeur. On trouve plusieurs espèces végétales et animales dans les falaises et les talus d'érosion, notamment le faucon pèlerin.
La région de Moosehead abrite le haut-Kennebec, la branche ouest de la rivière des Pentagouets, la rivière des Piscataquis, la Pleasant (en) et le fleuve Saint-Jean. Henry David Thoreau et d'autres visiteurs du XIXe siècle ont célébré la beauté du paysage.

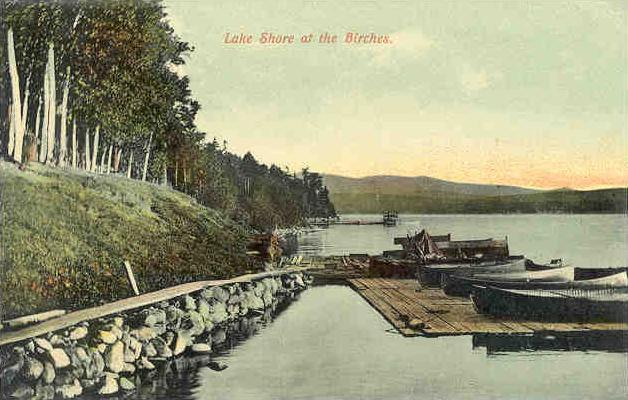
Estacade au bord du lac (au lieu-dit The Birches) en 1912.